# Long Island (Kansas)
Long Island es una ciudad ubicada en el condado de Phillips en el estado estadounidense de Kansas. En el año 2010 tenía una población de 134 habitantes y una densidad poblacional de 121,82 personas por km².

## Geografía
Long Island se encuentra ubicada en las coordenadas 39°56′50″N 99°32′5″O / 39.94722, -99.53472 (39.947283, -99.534673).

## Demografía
Según la Oficina del Censo en 2000 los ingresos medios por hogar en la localidad eran de $29,250 y los ingresos medios por familia eran $32,321. Los hombres tenían unos ingresos medios de $27,083 frente a los $17,813 para las mujeres. La renta per cápita para la localidad era de $14,722. Alrededor del 5.9% de la población estaban por debajo del umbral de pobreza.